# Poa sublimis
Poa sublimis là một loài thực vật có hoa trong họ Hòa thảo. Loài này được Edgar miêu tả khoa học đầu tiên năm 1986.